# Sims Creek
Sims Creek är ett vattendrag i Kanada.   Det ligger i provinsen British Columbia, i den sydvästra delen av landet, 3 600 km väster om huvudstaden Ottawa.
Trakten runt Sims Creek är permanent täckt av is och snö. Trakten runt Sims Creek är nära nog obefolkad, med mindre än två invånare per kvadratkilometer.